# 受託手荷物

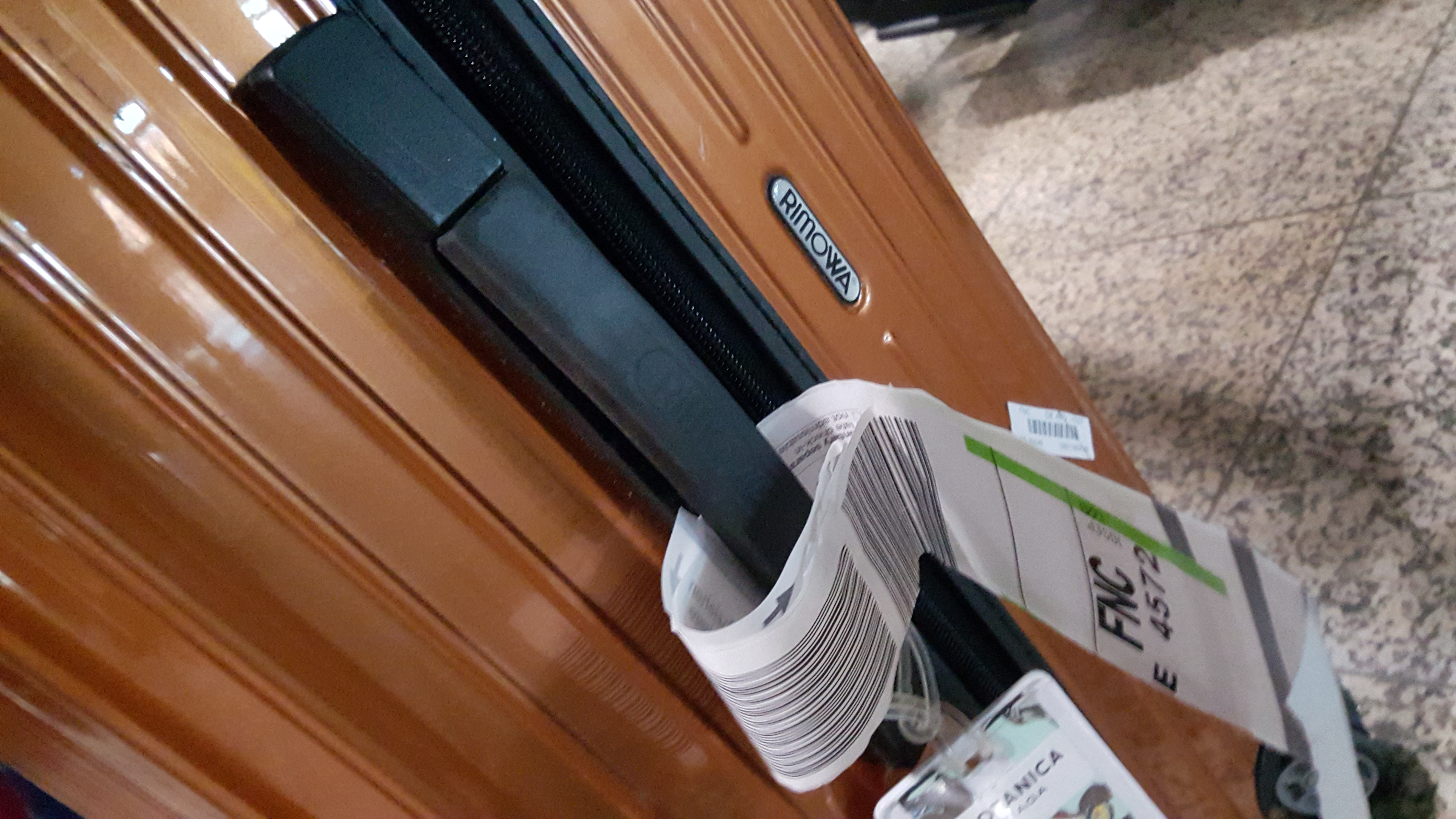
受託手荷物に付与されるバッグタグ

受託手荷物（じゅたくてにもつ、Checked baggage）、託送手荷物（たくそうてにもつ）とは、航空機では貨物室にて輸送、長距離バスや旅客列車では手荷物車にて保管されて輸送される、旅客が航空会社・鉄道会社へ引き渡す荷物である。持ち込み手荷物（carry-on baggage）、携帯手荷物（unchecked baggage）と異なり、受託手荷物には飛行中・乗車中に触れることができない。
受託手荷物が行方不明になることをロストバゲージ（lost baggage）という。

## 航空
航空機においては、多くの場合は空港カウンターチェックイン時に預けることとなる。モントリオール条約では、航空手荷物の責任限度額を1,131SDRとしている。
受託手荷物の許容量は、航空会社において様々である。たとえばJALエコノミークラスにおいては、2個まで無料、1個あたり23kgまで、三寸が203cm以下までである。超過した場合は有料である。一方で格安航空会社(LCC)の場合は、エコノミープランではすべて有料であることが多い（シンプルピーチ、ジェットスターStarterなど）。

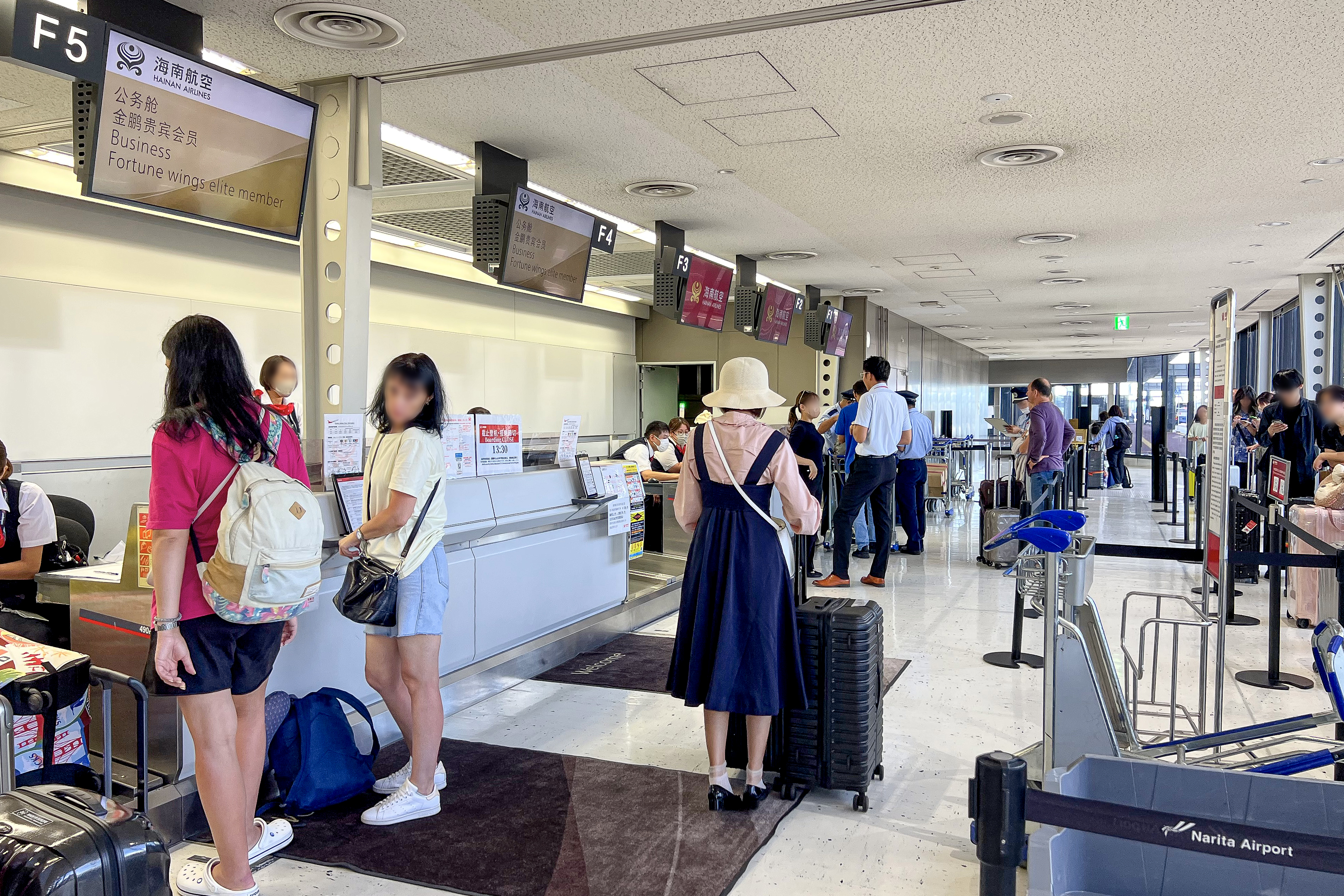
チェックインカウンターで受託手荷物を預ける
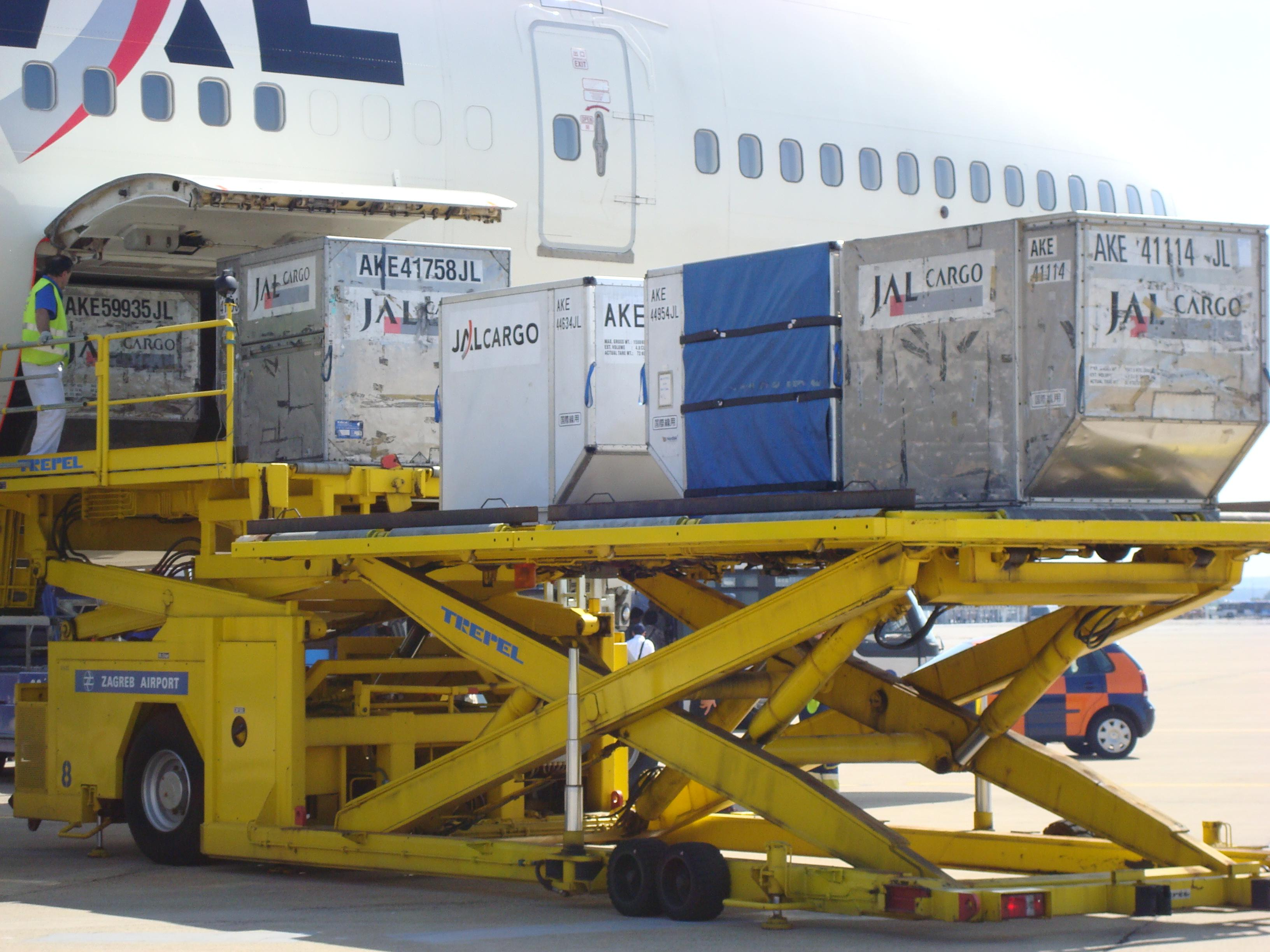
ユニット・ロード・デバイスにて積載
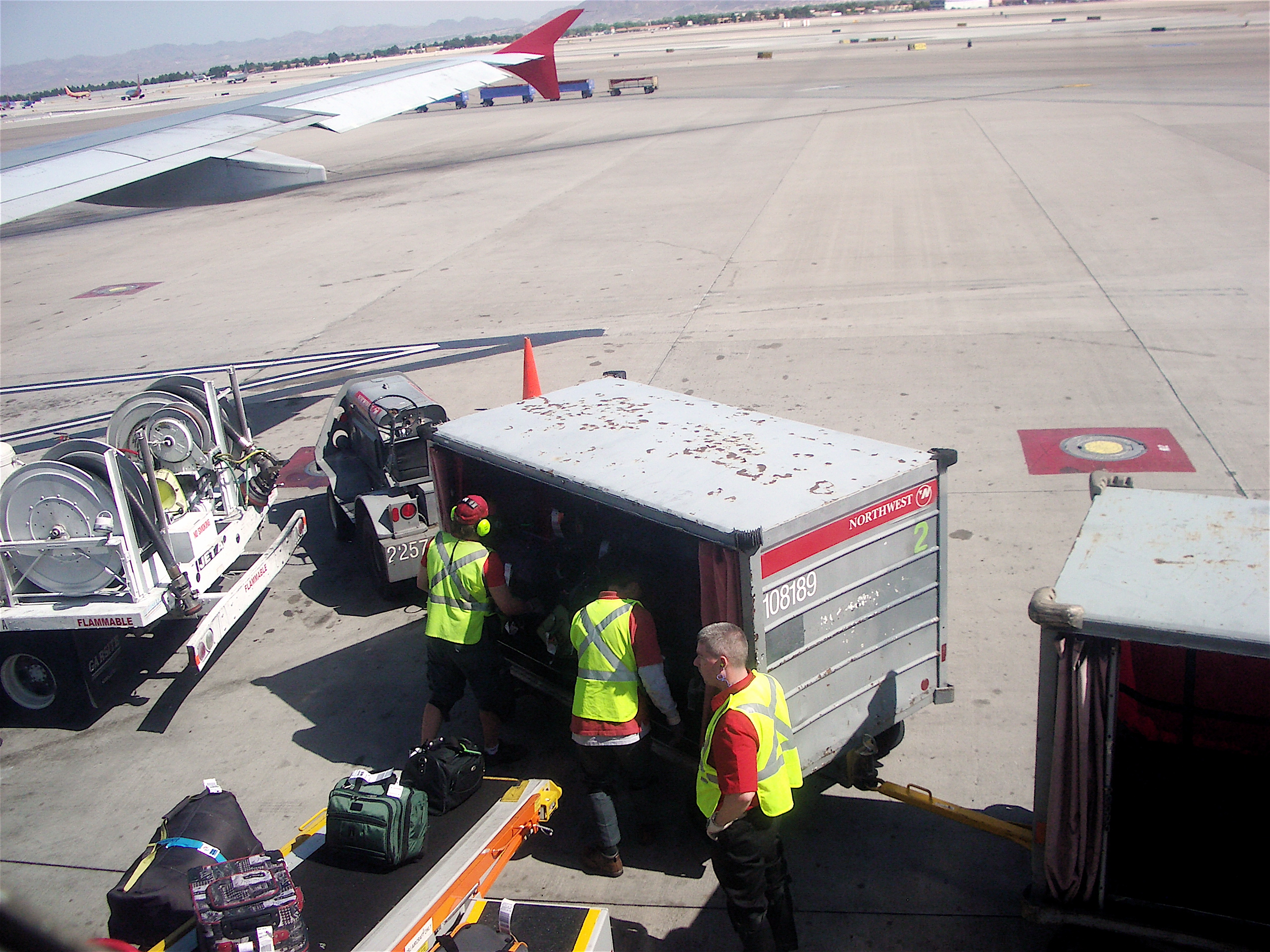
小型機ではramperが貨物室に積載
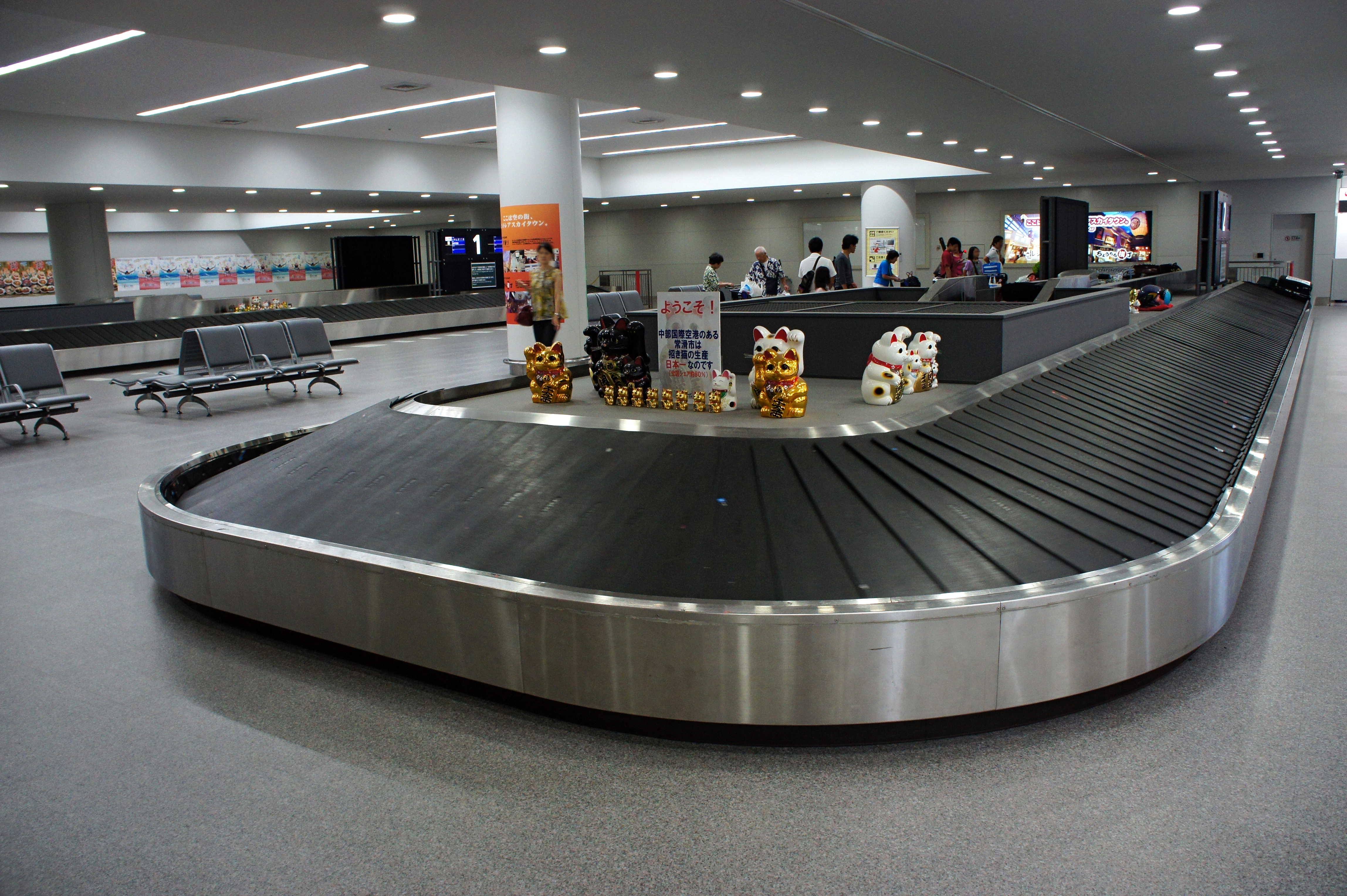
手荷物受取所で受取

## 鉄道
アムトラックにおいては、2個まで無料、1個あたり50ポンドまで、三寸が75インチ以下までである。
日本では鉄道運輸規程において定められる（第41条）。受託した際には手荷物符票（チッキ）が発行される。

第三十九条　旅客ハ手荷物ヲ託送セントスルトキハ其ノ乗車券ヲ鉄道係員ニ呈示スベシ

第四十条　鉄道ハ運送ノ為手荷物ヲ受取リタルトキハ手荷物符票ヲ交付スベシ

第四十一条　鉄道ハ託送手荷物ヲ旅客ト同一列車ヲ以テ運送スベシ但シ運送上ノ支障アル場合ハ此ノ限ニ在ラズ

第四十二条　鉄道ハ手荷物符票ヲ所持スル旅客ニ託送手荷物ノ引渡ヲ為スベシ
—鉄道運輸規程

### 日本国有鉄道
かつての日本国有鉄道の鉄道荷物においては、手荷物と小荷物に区分された。前者については網棚・座席下に収まらないものについては受託手荷物とするよう案内されている。
戦前は一定量までは無償であったが、1946年4月以降は全面有料化された。

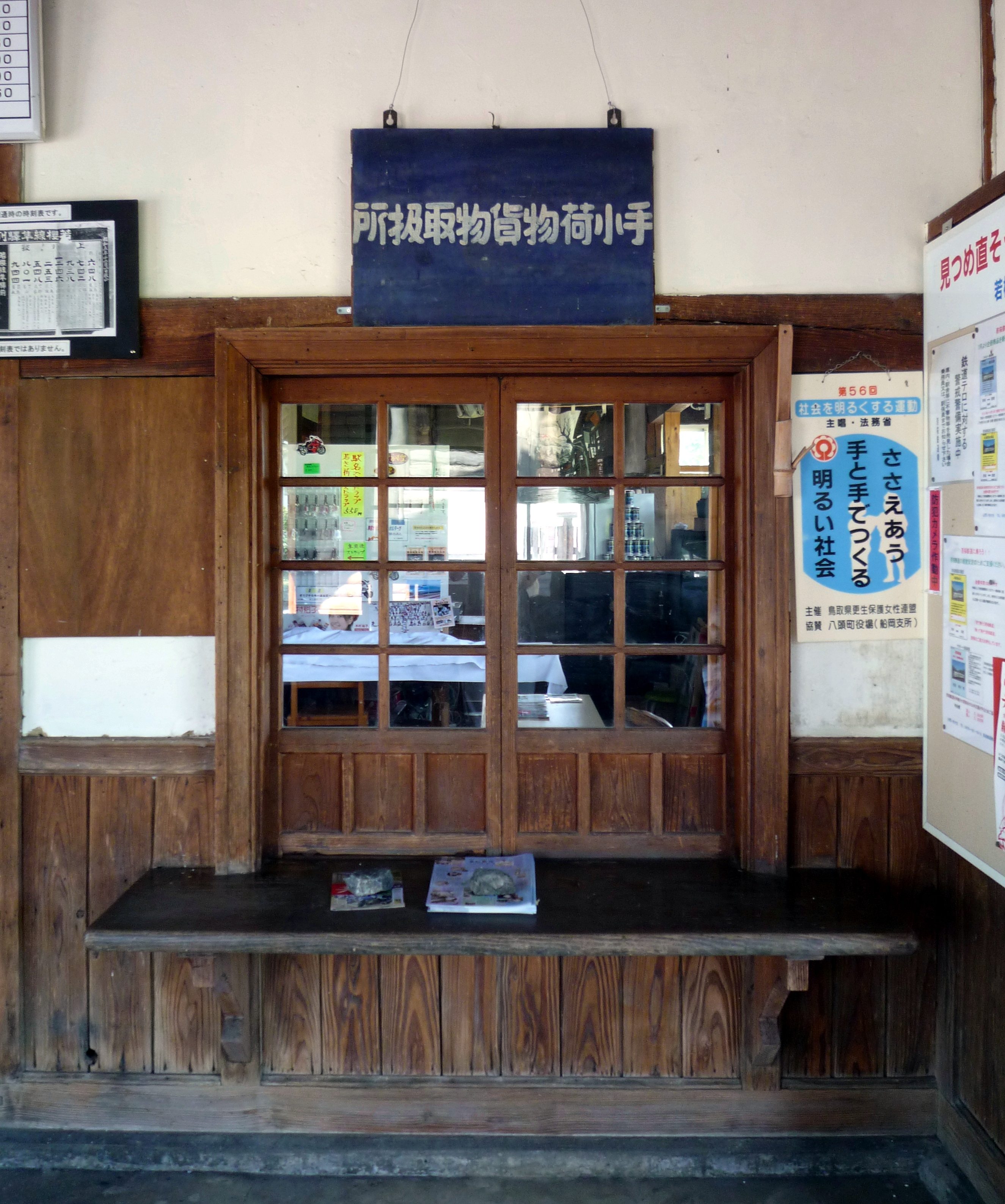
駅の窓口で預ける
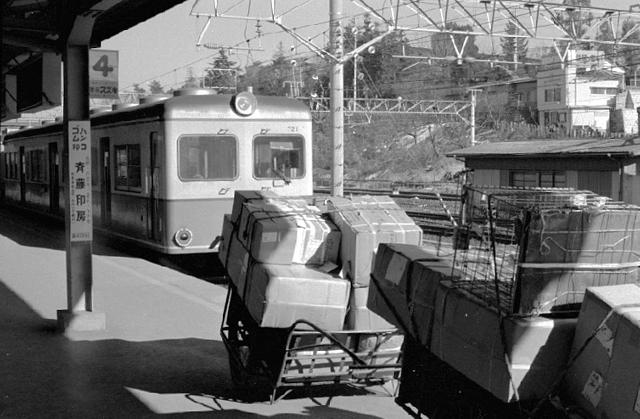
乗客と合わせて積み込み
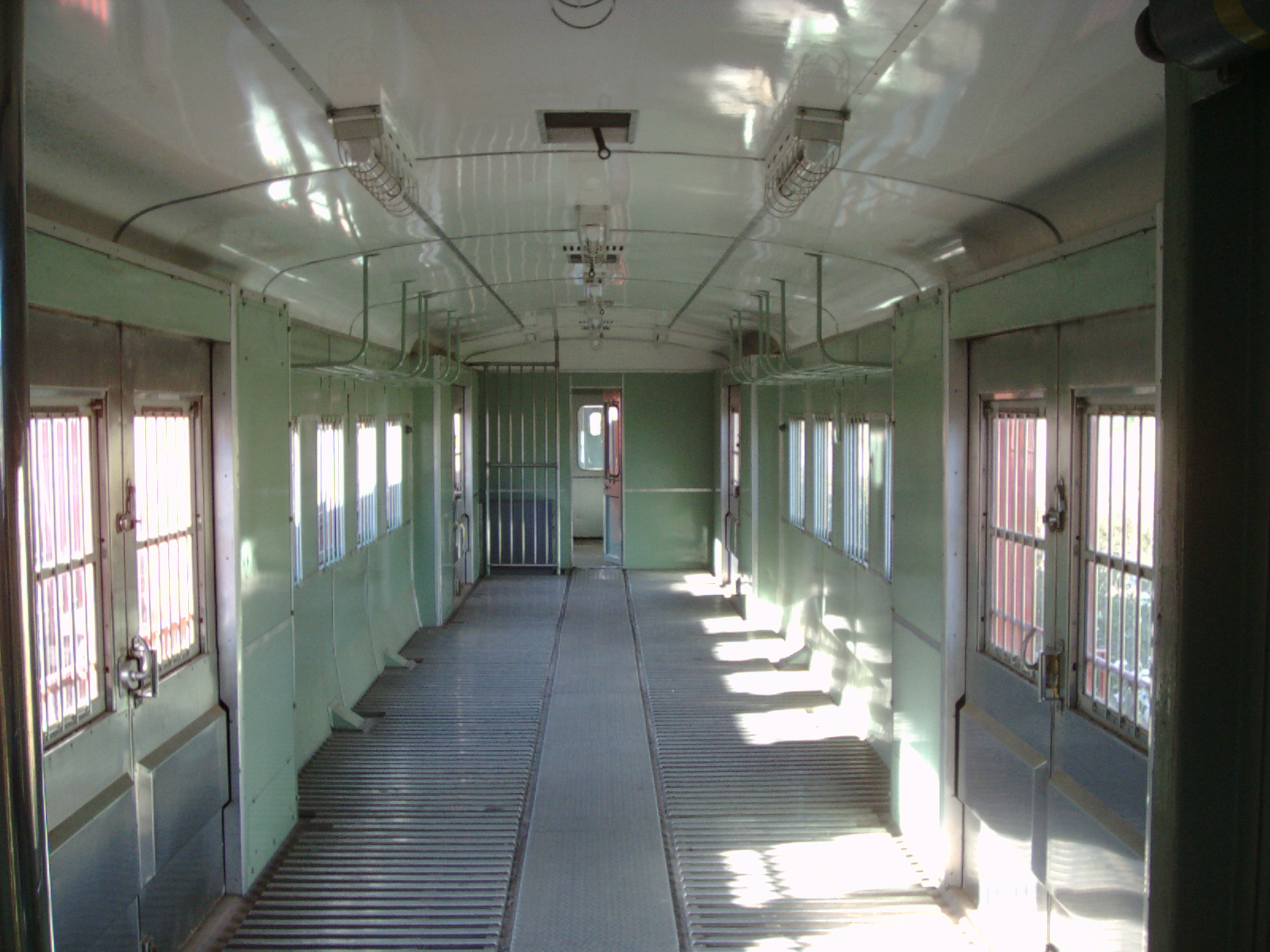
荷物車キニ58